# Supplemental Symbols and Pictographs
Supplemental Symbols and Pictographs è un blocco Unicode. È costituito da 82 caratteri compresi nell'intervallo U+1F900-U+1F9FF.
Contiene glifi che rappresentano animali, alimenti e altri simboli. Comprende anche alcune emoticon. Il blocco contiene 80 emoji.

## Tabella compatta di caratteri
|      | 0  | 1  | 2  | 3  | 4  | 5  | 6  | 7  | 8  | 9  | A  | B  | C  | D  | E  | F  |
| 1F90 |    |    |    |    |    |    |    |    |    |    |    |    |    |    |    |    |
| ---- | -- | -- | -- | -- | -- | -- | -- | -- | -- | -- | -- | -- | -- | -- | -- | -- |
| 1F91 | 🤐 | 🤑 | 🤒 | 🤓 | 🤔 | 🤕 | 🤖 | 🤗 | 🤘 | 🤙 | 🤚 | 🤛 | 🤜 | 🤝 | 🤞 | 🤟 |
| 1F92 | 🤠 | 🤡 | 🤢 | 🤣 | 🤤 | 🤥 | 🤦 | 🤧 | 🤨 | 🤩 | 🤪 | 🤫 | 🤬 | 🤭 | 🤮 | 🤯 |
| 1F93 | 🤰 | 🤱 | 🤲 | 🤳 | 🤴 | 🤵 | 🤶 | 🤷 | 🤸 | 🤹 | 🤺 | 🤻  | 🤼 | 🤽 | 🤾 | 🤿 |
| 1F94 | 🥀 | 🥁 | 🥂 | 🥃 | 🥄 | 🥅 | 🥆  | 🥇 | 🥈 | 🥉 | 🥊 | 🥋 | 🥌 | 🥍 | 🥎 | 🥏 |
| 1F95 | 🥐 | 🥑 | 🥒 | 🥓 | 🥔 | 🥕 | 🥖 | 🥗 | 🥘 | 🥙 | 🥚 | 🥛 | 🥜 | 🥝 | 🥞 |    |
| 1F96 |    |    |    |    |    |    |    |    |    |    |    |    |    |    |    |    |
| 1F97 |    |    |    |    |    |    |    |    |    |    |    |    |    |    |    |    |
| 1F98 | 🦀 | 🦁 | 🦂 | 🦃 | 🦄 | 🦅 | 🦆 | 🦇 | 🦈 | 🦉 | 🦊 | 🦋 | 🦌 | 🦍 | 🦎 | 🦏 |
| 1F99 | 🦐 | 🦑 |    |    |    |    |    |    |    |    |    |    |    |    |    |    |
| 1F9A |    |    |    |    |    |    |    |    |    |    |    |    |    |    |    |    |
| 1F9B |    |    |    |    |    |    |    |    |    |    |    |    |    |    |    |    |
| 1F9C | 🧀 |    |    |    |    |    |    |    |    |    |    |    |    |    |    |    |
| 1F9D |    |    |    |    |    |    |    |    |    |    |    |    |    |    |    |    |
| 1F9E |    |    |    |    |    |    |    |    |    |    |    |    |    |    |    |    |
| 1F9F |    |    |    |    |    |    |    |    |    |    |    |    |    |    |    |    |